# Rete tranviaria di Sacramento
La rete tranviaria di Sacramento (in inglese conosciuta come Sacramento RT Light Rail, IPA: [ˌsækrəˈmɛntoʊ ɑr-ti laɪt reɪl]) è la rete di tranvie a servizio della città di Sacramento, nello Stato della California. Aperta il 12 marzo 1987, è gestita dalla Sacramento Regional Transit District o RT.
La rete è lunga 69 km con un totale di 54 stazioni. Si compone di tre linee, la linea blu e la linea oro furono aperte nel 1987, la linea verde fu invece attivata nel 2012. Nel 2015 ha trasportato 12 732 100 passeggeri.

## Storia

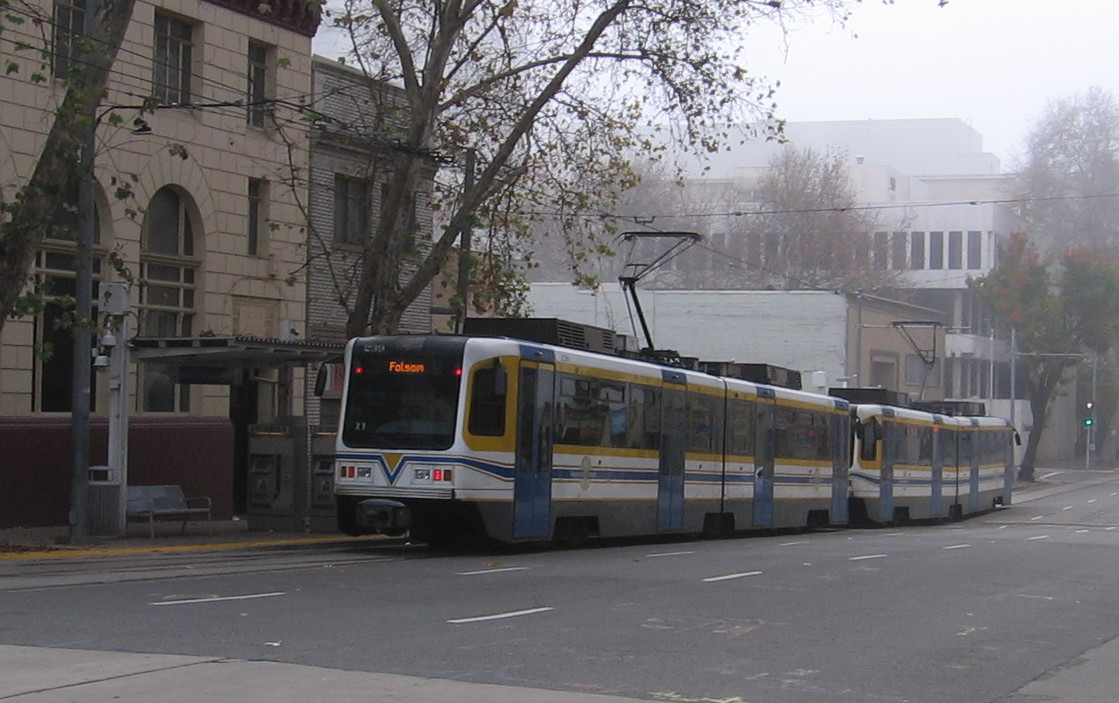
Veicolo leggero del CAF presso la stazione di St. Rose of Lima Park

Il Sacramento Regional Transit District (conosciuto anche semplicemente come RT) ha iniziato a progettare un sistema tranviario intorno alla metà degli anni 80, a seguito dell'inaugurazione della Rete tranviaria di San Diego avvenuta nel 1981 e mentre erano in costruzione altri sistemi tranviari in città di simili dimensioni in giro per la nazione quali la Tranvia di Buffalo, la Rete tranviaria di Denver, il MAX Light Rail e la Rete tranviaria di San Jose.
La prima linea del sistema tranviario è stata inaugurata il 12 marzo del 1987. Inizialmente venne utilizzato il nome commerciale di RT Metro, la nuova linea collegava il northeastern e i corridoi dell'est entrambi paralleli alla Interstate 80 ed alla Route 50, rispettivamente con il centro di Sacramento. Più specificatamente, la prima linea fu il collegamento tra la stazione di Watt/I-80 e la stazione di Butterfield.
Mentre il numero dei passeggeri cresceva, l'RT continuava ad espandere il sistema tranviario. Nel 1993, vennero aggiunte due stazioni alle linee esistenti: la stazione della 39th Street e la stazione della 48th Street. Nel settembre del 1998, la linea venne estesa dalla stazione di Butterfield fino alla stazione di Mather Field/Mills. Nel settembre del 2003, Sacramento Regional Transit inaugurò la prima fase della South Line (adesso rinominata Blue Line, si trattava di una estensione di oltre 10 km verso la zona sud di Sacramento. Nel giugno del 2004, la linea tranviaria venne estesa dalla stazione di Mather Field/Mills alla stazione Sunrise Boulevard, e il 15 ottobre 2005 venne aperta una estensione di 12 km che collegava la stazione di Sunrise alla città di Folsom.
Ad un certo punto alla fine degli anni 90, il nome RT Metro cadde in disuso. Attualmente viene semplicemente chiamato RT light rail system.
Nel dicembre del 2006, il pezzo finale del progetto Amtrak/Folsom venne esteso di 1.1 km verso la stazione di Sacramento Valley, collegando il sistema tranviario con quello ferroviario Amtrak e i servizi del Capitol Corridor ed anche con i servizi su gomma. Nel 2012, l'RT ha completato la prima fase della Green Line. Si prevede che la seconda fase della linea raggiunga l'Aeroporto Internazionale di Sacramento. Nell'agosto del 2015, RT ha esteso la linea sud fino alla stazione del Cosumnes River College.
Il numero dei passeggeri della rete ha avuto un picco di 16.8 milioni nel 2008, ma è sceso a 9.7 milioni nel 2018, un crollo del 42% durante quei 10 anni.

## La rete
| Linea       | Percorso                                  | Apertura | Ultima estensione | Stazioni |
| ----------- | ----------------------------------------- | -------- | ----------------- | -------- |
| Linea blu   | Watt/I-80 ↔ Cosumnes River College        | 1987     | 2015              | 24       |
| Linea oro   | Sacramento Valley ↔ Historic Folsom       | 1987     | 2006              | 27       |
| Linea verde | 7th and Richards/Township 9 ↔ 13th Street | 2012     | -                 | 7        |